# Chilipulver

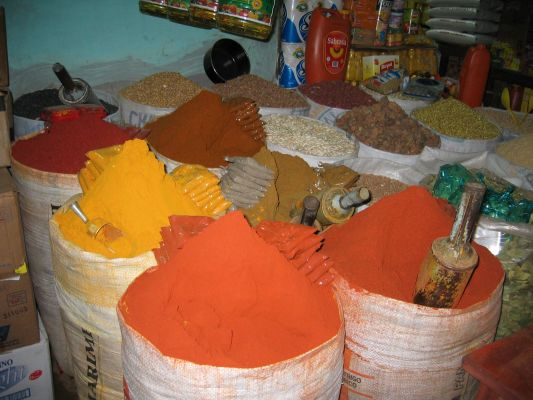
Chilipulver till försäljning på en marknad i Bolivia.

Chilipulver är en kryddblandning bestående av olika chilifrukter inom växtsläktet Capsicum. Oftast ingår även andra kryddor som till exempel oregano, vitlök, kummin, spiskummin och salt. Kryddblandningen spelar en viktig roll i cajunköket och det mexikanska köket.

## Historia
Användningen av chilipulver kan spåras tillbaka till aztekerna under förcolumbiansk tid. Den nutida användningen av chilipulvret uppfanns dock 1835 av engelska nybyggare i Texas och den första kommersiella blandningen av chilipulver i USA skapades på 1890-talet av D.C. Pendery och William Gebhardt för att användas i rätten chili con carne.

## Olika sorter
Ett chilipulver i form av grova flingor som kallas kodjokaro (koreanska: 고추가루), eller gochugaru är vanligt i det koreanska köket. Det används i rätter som kimchi, bibimbap, kimchi bap, kori guk, toeji kalbi, saengsȏn chȏngol, biji, oi subaegi, oi namul, kamcha jorim.